# Marstal/Rise
Marstal/Rise er en dansk fodboldklub, der siden oprettelsen fra sæsonstarten 2007 har fungeret som en delvis fusion mellem fodboldafdelingerne i klubberne Marstal IF og Rise Skytte- & Idrætsforening (RSI).
Spillertrup 2012
| Nummer | Navn                                           | Placering         | Nationalitet | Fødselsår |
| ------ | ---------------------------------------------- | ----------------- | ------------ | --------- |
| 1      | Peter Sylvestersen                             | Målmand           | Dansk        | 1984      |
| 2      | Rune Bové                                      | Forsvar           | Dansk        | 1982      |
| 3      | Mathias Grydehøj                               | Forsvar           | Dansk        | 1992      |
| 4      | Jonas Kisby Jørgensen                          | Midtbane          | Dansk        | 1989      |
| 5      | Emil Kørner                                    | Midtbane          | Dansk        | 1987      |
| 6      | Chris Rasmussen                                | Forsvar/Midtbane  | Dansk        | 1989      |
| 7      | Morten Kristensen (anfører)                    | Midtbane          | Dansk        | 1981      |
| 8      | Lars Boye Larsen                               | Angriber          | Dansk        | 1991      |
| 9      | Jens Kildegaard                                | Midtbane          | Dansk        | 1993      |
| 10     | Hans "Majestæt" Henrik Meldgaard (viceanfører) | Midtbane/Angriber | Dansk        | 1985      |
| 11     | Jakob Bové                                     | Angriber          | Dansk        | 1984      |
| 12     | Patrick Fleischer                              | Midtbane          | Dansk        | 1987      |
| 13     | Matthias Fleischer                             | Midtbane          | Dansk        | 1987      |
| 14     | Thomas Holmegaard                              | Midtbane          | Dansk        | 1989      |
| 15     | Jens Alfredsen                                 | Midtbane          | Dansk        | 1984      |
| 16     | Kasper Kildegaard                              | Angriber          | Dansk        | 1994      |
| 17     | Flemming Haugegaard                            | Midtbane          | Dansk        | 1990      |
| 18     | Christian Helmann                              | Forsvar           | Dansk        | 1990      |
| 19     | Chris Rasmussen                                | Forsvar/Midtbane  | Dansk        | 1989      |
| 20     | Kasper Kildegaard                              | Angriber          | Dansk        | 1994      |
| 21     | Thomas Eriksen                                 | Forsvar/Midtbane  | Dansk        | 1990      |
| 22     | Hans Kromann                                   | Forsvar/Midtbane  | Dansk        | 1983      |
| 23     | Mads Nielsen                                   | Forsvar           | Dansk        | 1982      |

|                     | Navn                | Nationalitet |
| ------------------- | ------------------- | ------------ |
| Cheftræner          | Ole Juel            | Dansk        |
| Assisterende træner | Per Juel            | Dansk        |
| Holdleder           | Thorkild Kristensen | Dansk        |